# غاري كيلر
غاري كيلر (بالإنجليزية: Gary Keller)‏ مواليد 13 يونيو 1944 في إليزابيث، هو لاعب كرة سلة أمريكي سابق. بدأ مسيرته الاحترافية في سنة 1967. تم اختياره من قبل فريق لوس أنجلوس ليكرز خلال الدرافت. لعب في الرابطة الأمريكية لكرة السلة كلاعب وسط. يبلغ طوله 6 قدم 9 بوصة (2.1 م). لعب كرة السلة الجامعية في جامعة فلوريدا. اعتزل اللعب في 1969.

## روابط خارجية
- غاري كيلر على موقع سبورتس رفرنس (الإنجليزية)
- غاري كيلر على موقع كلية كرة السلة في سبورتس رفرنس.كوم (الإنجليزية)
- غاري كيلر على موقع ريلجم (الإنجليزية)
- غاري كيلر على موقع بروبوليرز (الإنجليزية)